# Meridià 112 a l'est
El meridià 112 a l'est de Greenwich és una línia de longitud que s'estén des del pol Nord travessant l'oceà Àrtic, Àsia, l'oceà Índic, l'oceà Antàrtic i l'Antàrtida fins al pol Sud.
El meridià 112 a l'est forma un cercle màxim amb el meridià 68 a l'oest. Com tots els altres meridians, la seva longitud correspon a una semicircumferència terrestre, uns 20.003,932 km. Al nivell de l'Equador, és a una distància del meridià de Greenwich de 12.468 km.

## De Pol a Pol
Començant en el pol Nord i dirigint-se cap al pol Sud, aquest meridià travessa:
| Coordenades                               | País, territori o mar        | Notes |
| ----------------------------------------- | ---------------------------- | --- |
| 90° 0′ N, 112° 0′ E / 90.000°N,112.000°E  | Oceà Àrtic                   | |
| 79° 17′ N, 112° 0′ E / 79.283°N,112.000°E | Mar de Làptev                | |
| 76° 34′ N, 112° 0′ E / 76.567°N,112.000°E | Rússia                       | Krai de Krasnoiarsk — Península de Taimir |
| 74° 46′ N, 112° 0′ E / 74.767°N,112.000°E | Mar de Làptev                | |
| 74° 31′ N, 112° 0′ E / 74.517°N,112.000°E | Rússia                       | Sakhà — Illa Bolxoi Beguitxev |
| 74° 12′ N, 112° 0′ E / 74.200°N,112.000°E | Mar de Làptev                | |
| 73° 43′ N, 112° 0′ E / 73.717°N,112.000°E | Rússia                       | Sakhà Krai de Krasnoiarsk — des de 71° 24′ N, 112° 0′ E / 71.400°N,112.000°E Sakhà — des de 71° 2′ N, 112° 0′ E / 71.033°N,112.000°E Óblast d'Irkutsk — des de 59° 22′ N, 112° 0′ E / 59.367°N,112.000°E Buriàtia — des de 56° 57′ N, 112° 0′ E / 56.950°N,112.000°E Krai de Zabaikàlie — des de 52° 13′ N, 112° 0′ E / 52.217°N,112.000°E |
| 49° 25′ N, 112° 0′ E / 49.417°N,112.000°E | Mongòlia                     | |
| 45° 5′ N, 112° 0′ E / 45.083°N,112.000°E  | República Popular de la Xina | Mongòlia Interior |
| 43° 49′ N, 112° 0′ E / 43.817°N,112.000°E | Mongòlia                     | per uns 6 km |
| 43° 46′ N, 112° 0′ E / 43.767°N,112.000°E | República Popular de la Xina | Mongòlia Interior Shanxi – des de 39° 50′ N, 112° 0′ E / 39.833°N,112.000°E Henan – des de 35° 4′ N, 112° 0′ E / 35.067°N,112.000°E Hubei – des de 32° 25′ N, 112° 0′ E / 32.417°N,112.000°E Hunan – des de 29° 45′ N, 112° 0′ E / 29.750°N,112.000°E Guangxi – per uns 3 km des de 24° 45′ N, 112° 0′ E / 24.750°N,112.000°E Guangdong – des de 24° 44′ N, 112° 0′ E / 24.733°N,112.000°E Guangxi - per uns 6 km des de 24° 33′ N, 112° 0′ E / 24.550°N,112.000°E Guangdong - per uns 5 km des de 24° 29′ N, 112° 0′ E / 24.483°N,112.000°E Guangxi – des de 24° 27′ N, 112° 0′ E / 24.450°N,112.000°E Guangdong – des de 24° 17′ N, 112° 0′ E / 24.283°N,112.000°E |
| 21° 45′ N, 112° 0′ E / 21.750°N,112.000°E | Mar de la Xina Meridional    | |
| 21° 39′ N, 112° 0′ E / 21.650°N,112.000°E | República Popular de la Xina | Guangdong – illa de Hailing |
| 21° 37′ N, 112° 0′ E / 21.617°N,112.000°E | Mar de la Xina Meridional    | Passa a través de les disputades illes Paracel Passa a través de les disputades illes Spratly |
| 2° 54′ N, 112° 0′ E / 2.900°N,112.000°E   | Malàisia                     | Sarawak – a l'illa de Borneo |
| 1° 7′ N, 112° 0′ E / 1.117°N,112.000°E    | Indonèsia                    | illa de Borneo |
| 3° 29′ S, 112° 0′ E / 3.483°S,112.000°E   | Mar de Java                  | |
| 6° 48′ S, 112° 0′ E / 6.800°S,112.000°E   | Indonèsia                    | Illa de Java |
| 8° 18′ S, 112° 0′ E / 8.300°S,112.000°E   | Oceà Índic                   | |
| 60° 0′ S, 112° 0′ E / 60.000°S,112.000°E  | Oceà Antàrtic                | |
| 65° 54′ S, 112° 0′ E / 65.900°S,112.000°E | Antàrtida                    | Territori Antàrtic Australià, reclamat per Austràlia |